# Mitch Finesilver
Mitchell Louis Finesilver, noto come Mitch Finesilver (Denver, 20 marzo 1996), è un lottatore statunitense naturalizzato israeliano, specializzato nella lotta libera.

## Biografia
È figlio di Steve e Brenda Finesilver. Anche il fratello gemello Zach Finesilver e i suoi fratelli minori nati il 15 aprile 1998 Matthew Phillip Finesilver e Josh Finesilver, a loro vota gemmelli, sono lottatori. Gareggia per il Duke wrestling team.
Agli europei di Varsavia 2021 ha conquistato il bronzo nella categoria –74 chilogrammi.

## Palmarès
| Anno | Manifestazione | Sede     | Evento | Risultato | Note |
| ---- | -------------- | -------- | ------ | --------- | ---- |
| 2020 | Europei        | Roma     | 74 kg  | 13º       |      |
| 2021 | Europei        | Varsavia | 74 kg  | Bronzo    |      |

## Altre competizioni internazionali

### Per Israele
2020
- 11º nei 74 kg nel RS - Torneo Matteo Pellicone ( Roma)
- 16º nei 74 kg nella Coppa del mondo individuale ( Belgrado)

2021
- Bronzo nei 74 kg al Grand Prix de France Henri Deglane ( Nizza)
- 18º nei 74 kg nel Torneo Internazionale Ucraino ( Kiev)
- 10º nei 74 kg nel Torneo Matteo Pellicone ( Roma)
- 18º nei 74 kg nel Torneo di qualificazione olimpico europeo ( Budapest)

### Per gli Stati Uniti d'America
2016
- Oro nei 70 kg ai Maccabi Games ( Beer-Sheva)